# Propagande de la Russie
La propagande de la fédération de Russie est une propagande qui promeut les opinions, les perceptions ou les programmes du gouvernement de la Russie. Les informations intègrent les médias gérés par l'État et les technologies en ligne, et peuvent impliquer l'utilisation de « mesures actives » de style soviétique comme élément de la « guerre politique » russe moderne. La propagande russe contemporaine se concentre sur la promotion d'un culte de la personnalité autour de Vladimir Poutine et le gouvernement russe est également très actif dans les débats sur l'histoire soviétique. La Russie a créé un certain nombre d'organisations telles que la « Commission présidentielle de la fédération de Russie » pour contrer les tentatives de falsification de l'histoire au détriment des intérêts de la Russie, les brigades Web russes et d'autres qui se livrent à la propagande politique pour promouvoir les vues du gouvernement Poutine.

## Antécédents de propagande en Union soviétique et période de Boris Eltsine
Pour parler de la propagande, il faut dire comment étaient les médias vers la fin de l’Union soviétique afin d’établir des liens avec ce qui va s’amorcer depuis 1991. La propagande s’établit au sein de la Fédération de Russie. Vers la fin de l'Union soviétique, il y avait le réseau public contrôlé par l'État et il y avait les groupes anti-communistes qui trouvaient leurs propres moyens de communication. Le constat est donc que ces groupes anti-communistes, malgré la perestroïka, ne voient pas changée leur clandestinité. Ensuite ces médias indépendants aident Boris Eltsine à gagner les élections et donc au sein de la Russie, il existe deux types de médias : les indépendants et les médias de l’ancienne Union soviétique qui ne peuvent pas se financer de façon autonome car il n’y a pas de marketing en Russie et ils survivent donc grâce aux subventions et par le capital des oligarques. Pour bien comprendre la propagande, il faut aussi parler de comment l’État doit vendre quelques propriétés, comme le sont les réseaux de communication car l'État a besoin de revenus. Cependant, leur vente ou partage d’actions de l’entreprise avec les oligarques fait que l'État a un contrôle omniprésent au sein des télécommunications.

## 2000-2008: Débuts des propagandes en Russie
Depuis son arrivée, Vladimir Poutine établit les réseaux de communication comme des moyens de renforcer « Power branding ». Le power branding consiste à créer une représentation consensuelle entre toutes les classes sociales et qui permet d’incarner un régime politique et que son incarnation soit de façon nationale, internationale et supranationale. Pour avoir cette représentation consensuelle entre les classes, Poutine utilise plusieurs mécanismes médiatiques. Entre ces mécanismes, on peut retrouver la conférence télévisée dans laquelle Poutine répond pendant deux heures aux questions du public. Ou encore parler de la dépolitisation des médias en Russie de la part du gouvernement. Il faut se rappeler que les médias en Russie sont sur contrôle des oligarques, qui sont des personnes qui sont très proches de Vladimir Poutine. Poutine reprend le pouvoir via la plupart des chaînes de télévision, s'aide de filiales comme Gazprom-Media et va acheter même des actions au sein d’entreprises multimédia qui sont proches avec l’opposition.
L’image faite par la propagande de Vladimir Poutine et son gouvernement : dans l’actualité, on en connaît davantage sur la propagande depuis 2008, mais il est nécessaire de parler de comment cette propagande se crée au sein de la Fédération de Russie.

## Effort mondial de relations publiques parrainées par l'État
Fin 2008, Lev Gudkov, s'appuyant sur les données d'un sondage du Centre Levada, souligne la quasi-disparition de l'opinion publique en tant qu'institution socio-politique dans la Russie contemporaine et son remplacement par la propagande d'État.
Peu de temps après la prise d'otages de l'école de Beslan en septembre 2004, Poutine renforce un programme parrainé par le Kremlin visant à « améliorer l'image de la Russie » à l'étranger. L'un des projets majeurs du programme est la création en 2005 de Russia Today (maintenant connue sous le nom de RT), une chaîne d'information télévisée en anglais offrant une couverture de l'actualité 24 heures sur 24. Lors de son démarrage, 30 millions de dollars de fonds publics ont été alloués,. Un article de CBS News sur le lancement de Russia Today cite Boris Kagarlitsky disant qu'il s'agit « en grande partie d'une continuation des anciens services de propagande soviétiques ».
Le vice-ministre russe des Affaires étrangères, Grigory Karasine, déclare en août 2008, dans le contexte du conflit russo-géorgien : « les médias occidentaux sont une machine bien organisée, qui ne montre que les images qui correspondent bien à leurs pensées. Nous avons beaucoup de mal à insérer notre opinion dans les pages de leurs journaux ». En juin 2007, Vedomosti rapporte que le Kremlin a intensifié ses activités officielles de lobbying aux États-Unis depuis 2003, entre autres en engageant des sociétés telles que Hannaford Enterprises et Ketchum.
Dans une interview accordée en 2005 au radiodiffuseur externe appartenant au gouvernement américain Voice of America, le blogueur russo-israélien Anton Nossik déclare que la création de RT « ressemble à des campagnes de propagande de style soviétique ». Pascal Bonnamour, le chef du département européen de Reporters sans frontières, qualifie le réseau nouvellement annoncé de « nouvelle étape de l'État pour contrôler l'information ». En 2009, Luke Harding (alors correspondant à Moscou) de The Guardian, décrit la campagne publicitaire de RT au Royaume-Uni comme une « tentative ambitieuse de créer un nouvel empire de propagande mondial post-soviétique ». Selon Lev Goudkov, le directeur du centre analytique Levada (l'organisme de sondage le plus respecté de Russie), « la propagande russe de Poutine est agressive et trompeuse… pire que tout ce dont j'ai été témoin en Union soviétique ».

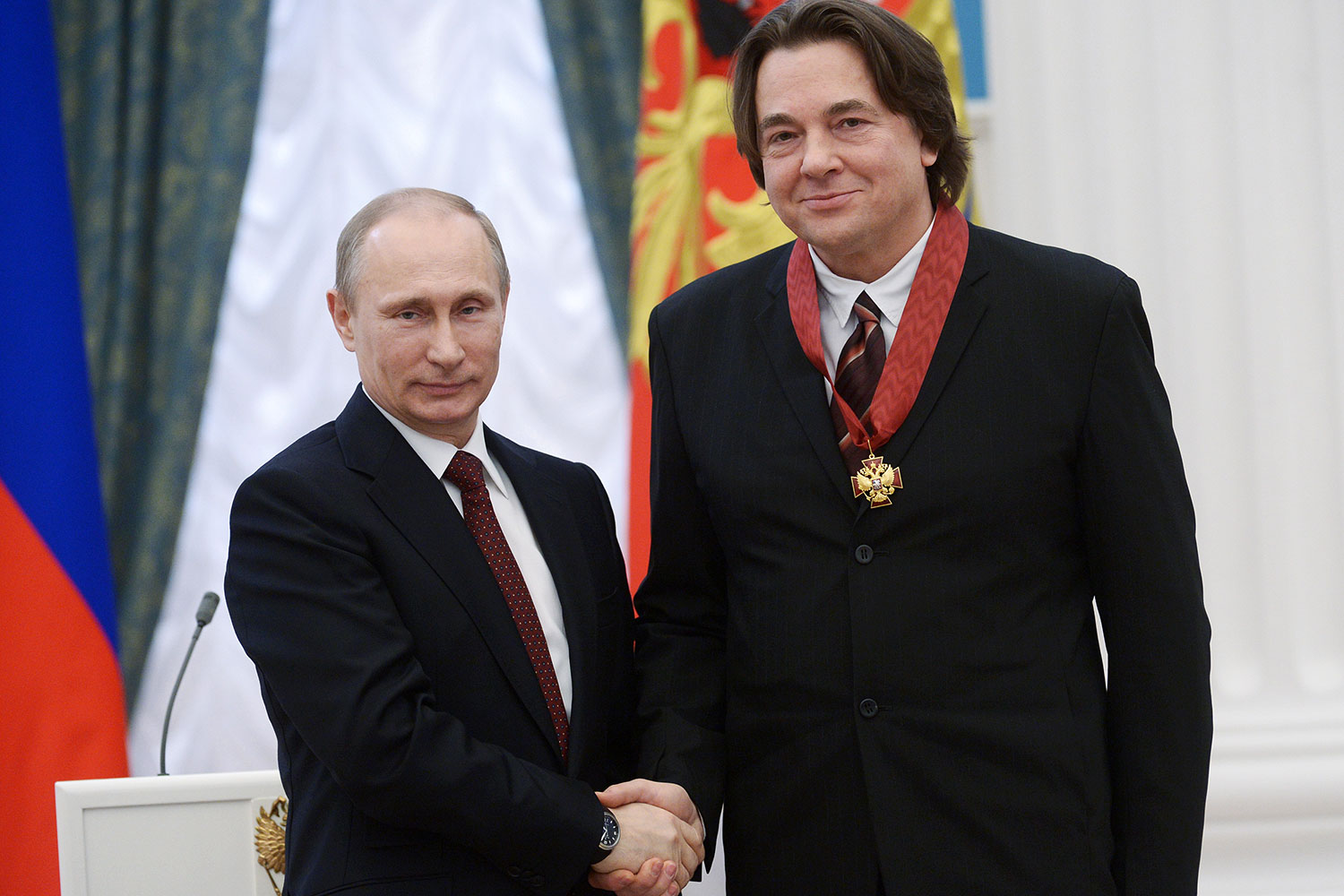
Poutine et Konstantin Ernst, chef de la principale chaîne de télévision russe contrôlée par l'État, Pervi Kanal, considéré comme le meilleur créateur d'images de Poutine.

En 2014, Ivan Zassoursky, professeur de médias et de théorie des communications au département de journalisme de l'université d'État de Moscou, déclare : « aujourd'hui, il existe de nombreux schémas d'influence complexes dans le monde qui peuvent être qualifiés de soft power. Mais les méthodes voyous traditionnelles de propagande et de contrôle direct utilisées par le gouvernement russe ne peuvent être considérées comme efficaces du point de vue professionnel et acceptables du point de vue de la moralité des journalistes ».
À la suite de l'annexion de la Crimée par la Russie en 2014, une augmentation significative de la propagande russe est constatée par l'OTAN. En février 2017, un enregistrement audio fabriqué du secrétaire de l'OTAN Jens Stoltenberg censé interagir avec le président ukrainien Petro Porochenko est publié par le site d'information russe « Life.ru ». La voix supposée de Porochenko se révèle être des farceurs russes. La Russie est accusée de comparer les combattants nationalistes ukrainiens du Donbass aux membres de l'État islamique. Le politologue Nikolaï Kozhanov affirme que la Russie a utilisé la propagande pour transmettre des messages nationalistes et pro-Assad pendant la guerre civile syrienne. Kozhanov affirme que la Russie a fait un effort par la propagande pour présenter la Russie et la Syrie comme une force stable « dans la lutte contre l'instabilité causée par les Américains et le terrorisme soutenu par les partenaires régionaux américains ».
RT et l'agence de presse Sputnik sont également accusées de diffuser de fausses informations,,. Lors de l'attaque contre le vol Malaysia Airlines 17, le site Bellingcat d'Eliot Higgins témoigne de la manipulation d'images satellites publiées par le ministère russe de la Défense utilisées par l'agence de presse RT et Sputnik basée à Édimbourg, en Écosse,.
La poursuite de la propagande russe conduit plusieurs personnes à nier leur expérience de l'invasion russe de l'Ukraine en 2022, même par des membres de leur famille de l'autre côté du rideau de fer de l'information,,. Les médias russes contrôlés par l'État ont systématiquement minimisé les pertes civiles et militaires, dénonçant les informations faisant état d'attaques contre des civils comme étant « fausses » ou accusant les forces ukrainiennes. Bien que la constitution russe de 1993 contienne un article interdisant expressément la censure, l'appareil de censure russe Roskomnadzor a ordonné aux médias du pays de n'utiliser que des informations provenant de sources étatiques russes sous peine d'amendes et de blocages, accusant un certain nombre de médias indépendants de diffuser « des informations fausses et socialement non fiables » sur le bombardement de villes ukrainiennes par l'armée russe et la mort de civils,. Dmitri Mouratov, le rédacteur en chef du journal indépendant russe Novaïa Gazeta, déclare que « tout ce qui n'est pas de la propagande est en train d'être éliminé ».
Poutine est montré comme l’homme fort qui dans le cas des élections utilise les médias et les réseaux sociaux pour faire la propagande et cacher la fraude électorale. Mais ce n’est pas la seule utilisation de la propagande du gouvernement de Poutine. La mise sous surveillance grâce aux médias et d’autres moyens est également utilisée. De plus, il utilise Russia Today (RT) et l'agence Sputnik afin de critiquer et même désinformer la population d’autres pays par les réseaux sociaux ou par leur site web. Avec beaucoup de ressources, ces médias russes vont créer des « fake news » (infox) comme celle du viol d’une fille russe par deux jeunes allemands en 2016 ou même créer une réalité comme quand des néonazis russes vont aller protester en Estonie . Mais sa portée gagne encore plus de terrain avec l'usage par exemple de YouTube par Russia Télévision. Il utilise en réalité les régions du Moyen-Orient et de l’Amérique latine comme support pour augmenter son audience Cette stratégie vise en réalité à gagner des partisans anti-occidentaux plus proches de même bloc. Exemple : la chaîne de YouTube Ahí les va (Et voilà en français) était une chaîne rattachée à Russia Télévision par son éditoriale mais aussi par la créatrice de la chaîne Inna Afinogenova, directrice de la chaîne Russia Télévision en espagnol. Cette chaîne a été supprimée de YouTube pendant la guerre en Ukraine par le fait qu’elle soit rattachée au gouvernement de Poutine. Aujourd’hui, on peut trouver le contenu de Ahí les va sur leur propre page, cependant financé par l’entreprise TV-Novosti, qui est la propriétaire de Russia Télévision.

## Utilisation des réseaux sociaux
La Russie est accusée d'utiliser les plateformes de médias sociaux pour diffuser des messages de propagande à un public mondial en diffusant de fausses nouvelles, en diffusant des publicités et en créant des mouvements pseudo-activistes. La popularité de Spoutnik sur les réseaux sociaux et son utilisation de titres viraux et piège à clics l'amène à être décrit comme « le BuzzFeed de la propagande » par le magazine Foreign Policy,.
Dans l'affaire du Russiagate, la Russie est accusée par les autorités américaines d'avoir tenté de diffuser de fausses informations et de la propagande dans le but de s'immiscer dans l'élection présidentielle américaine de 2016,. La Russie aurait utilisé des tactiques telles que la création de comptes frauduleux sur les réseaux sociaux, l'organisation de rassemblements politiques et de publicités politiques en ligne dans le but d'aider le candidat républicain à la présidentielle Donald Trump à remporter les élections. Les cadres supérieurs des plateformes de médias sociaux américaines se sont efforcés de contrer la prétendue propagande russe en supprimant les comptes automatisés et en alertant les utilisateurs de la présence de fausses informations présumées sur leurs plateformes et des interactions que les utilisateurs ont pu avoir. En janvier 2017, Twitter estime qu'environ 677 000 utilisateurs avaient « interagi avec la propagande russe ou des bots pendant la campagne de 2016 ». Trois semaines plus tard, les responsables de Twitter déclarent qu'il est probable que plus de 1,4 million d'utilisateurs ont été exposés au contenu provenant de ces comptes,. En 2018, Twitter supprime environ 200 000 tweets provenant de comptes liés à la Russie. Le 31 octobre 2017, des dirigeants de Facebook, Google et Twitter témoignent sur l'utilisation présumée des médias sociaux par la Russie lors des élections de 2016, devant la commission du renseignement de la Chambre. Dans un effort pour lutter contre les fausses informations, Facebook annonce un plan en janvier 2018 pour tenter de mettre en évidence des sources d'informations fiables.
Le 17 mai 2017, le sous-procureur général Rod Rosenstein nomme l'ancien directeur du FBI, Robert Mueller, au poste de conseiller spécial du ministère américain de la Justice dans le cadre d'une enquête sur l'ingérence présumée de la Russie dans les élections de 2016. Le 16 février 2018, le ministère américain de la Justice inculpe treize ressortissants russes et trois entreprises russes pour avoir tenté d'influencer les élections de 2016 en faveur de la campagne Trump. Parmi les organisations inculpées figure l'Internet Research Agency, une société basée à Saint-Pétersbourg qui utiliserait les médias sociaux pour diffuser de fausses nouvelles faisant la promotion des intérêts russes. L'acte d'accusation affirme que les employés de l'IRA ont été instamment priés de « profiter de toute occasion pour critiquer Hillary [Clinton] ».
La Russie est accusée de mener des campagnes de propagande dans le but d'influencer l'opinion publique concernant l'annexion de la Crimée en 2014. Des opérations russes sur les réseaux sociaux auraient été entreprises pour utiliser la désinformation pour faire appel aux forces pro-russes en Crimée, tout en discréditant les groupes rebelles et séparatistes. Notamment, une fausse histoire s'est répandue sur les réseaux sociaux à propos d'un jeune enfant crucifié par les troupes nationalistes ukrainiennes à Sloviansk. Le gouvernement ukrainien a également interdit plusieurs services Internet russes, dont le réseau de médias sociaux populaire, VKontakte, accusé d'avoir recours à la censure, affectant des millions d'Ukrainiens,.

## Réactions
En raison de la propagande en fédération de Russie, le Service européen pour l'action extérieure fonde l'East StratCom Task Force (en) en 2015 pour dénombrer et afficher les cas de contrevérités propagées en Russie à propos de l'UE et de ses États membres,.
Selon Mykola Riabchuk, journaliste et analyste politique ukrainien, la propagande russe s'est transformée en une guerre de l'information à part entière pendant le conflit russo-ukrainien. Riabchuk écrit : « Trois récits majeurs ont émergé pouvant être résumés comme suit : 'les frontières de l'Ukraine sont artificielles', 'la société ukrainienne est profondément divisée' et 'les institutions ukrainiennes sont irrémédiablement dysfonctionnelles' », nécessitant ainsi « une tutelle externe, apparemment russe ».
Lors d'une audition au Congrès américain en 2015, Leon Aron, directeur des études russes à l'American Enterprise Institute, décrit le réseau de télévision parrainé par la chaîne RT comme ne se contentant pas de promouvoir la « marque » russe, mais visant à « dévaluer les idées de transparence et de responsabilité démocratiques, saper la croyance par la fiabilité de l'information publique et remplir les ondes de demi-vérités ». Il décrit la propagande d'État russe comme « agressive, souvent subtile et efficace dans son utilisation d'Internet ».
Peter Pomerantsev, un producteur de télévision britannique, dans son livre de 2014 Nothing Is True and Everything Is Possible, soutient que les objectifs de la propagande ne sont pas de convaincre, comme dans la propagande classique, mais de rendre un champ d'information « salissant » afin que les gens ne fassent confiance à personne,.
Discutant de la guerre russo-ukrainienne en 2014, John Kerry, secrétaire d'État des États-Unis, qualifie RT de « mégaphone de propagande » parrainé par l'État et poursuit : « le réseau Russia Today [sic] s'est déployé pour promouvoir le fantasme du président Poutine sur ce qui se joue sur le terrain. Ils consacrent presque tout leur temps à cet effort, à faire de la propagande et à déformer ce qui se passe ou ne se passe pas en Ukraine ». Cliff Kincaid, le directeur du Centre de journalisme d'investigation d'Accuracy in Media, qualifie RT de « média de désinformation bien connu pour la propagande russe ».
Les membres du Parlement européen ont fait valoir que l'Europe se doit de renforcer sa défense contre la propagande russe, citant l'ingérence présumée de la Russie dans les élections françaises, allemandes et espagnoles, ainsi que le Brexit. En mars 2015, l'East StratCom Task Force est créé avec le soutien de l'Union européenne afin de contrer les efforts russes visant à répandre la désinformation et les fausses nouvelles.
Le 14 mars 2022, Marina Ovsiannikova, rédactrice en chef de la principale chaîne de télévision russe contrôlée par l'État, Pervi Kanal, interrompt la diffusion en direct de la télévision pour protester contre l'invasion russe de l'Ukraine, portant une affiche indiquant dans un mélange de russe et d'anglais : « Arrêtez la guerre, ne croyez pas la propagande, ici on vous ment ».
Le 5 avril 2022, le politicien de l'opposition russe Alexeï Navalny déclare que « la monstruosité des mensonges » dans les médias d'État russes « est inimaginable. Et, malheureusement, sa force de persuasion l'est aussi pour ceux qui n'ont pas accès à des informations alternatives ». Selon lui, les « fauteurs de guerre » parmi les personnalités des médias d'État russes « doivent être traités comme des criminels de guerre. Des rédacteurs en chef aux animateurs de talk-show en passant par les rédacteurs en chef, [ils] doivent être sanctionnés maintenant et jugés un jour ».
La même année, pour valoriser leur action et leurs armées en Ukraine, les autorités russes utilisent sur les réseaux sociaux des usines à trolls sur internet,, feraient courir des rumeurs de trafic d'armes et utiliseraient même le paranormal en faisant appel à des astrologues favorables au régime russe,.